# Rodrigo da Fonseca Magalhães
Rodrigo da Fonseca Magalhaes (Condeixa-a-Nova, 24 de julio de 1787 - Lisboa, 11 de mayo de 1858) fue uno de los más importantes políticos liberales portugueses y un hombre prominente en el movimiento de la Regeneración.
Estudió con un profesor jesuita en Condeixa, incluyendo literatura y latín. Luego asistió a las clases de la Facultad de Artes de Coímbra, y más tarde se matriculó en la universidad, donde estudió teología, para cumplir la voluntad de sus padres (que le deseabán una carrera eclesiástica). Sin embargo, al mismo tiempo, él se matriculó en las facultades de filosofía y matemáticas.
Estudiaba en la Universidad de Coímbra en el momento de la Primeira invasión francesa de Portugal dirigida por Junot (1807). Se incorporó al Batallón Académico y fue a Brasil después de la ejecución del general Gomes Freire de Andrade.
Emigró a Inglaterra (en 1828) y regresó a Portugal después del desembarco de Mindelo (Cabo Verde).
Fue miembro emérito de la Real Academia de Ciencias, miembro del Conservatorio Real de Lisboa y miembro del Instituto Histórico y Geográfico del Brasil.
Rodrigo da Fonseca Magalhães murió en 11 de mayo de 1858.